# نيد بيرد
نيد بيرد (بالإنجليزية: Ned Baird)‏ هو عسكري جنوب أفريقي، ولد في 29 يونيو 1864، وتوفي في 8 أغسطس 1956.